# Wilfried Balima
Wilfried Benjamin Balima (Bobo-Dioulasso, 1985. március 20. –) Burkina Fasó-i válogatott labdarúgó.
A Burkina Fasó-i válogatott tagjaként részt vett a 2010-es, a 2012-es és a 2013-as afrikai nemzetek kupáján.

## Pályafutása

### Sheriff Tiraspol
2020. január 24-én Balima bejelentette, hogy visszavonul a futballtól, és csatlakozik a Sheriff Tiraspol edzői stábjához.

### A válogatottban
Balima a Burkina Faso 21 éven aluli csapatában és a Burkina Faso felnőtt válogatottjában játszott.

## Sikerei, díjai
Sheriff Tiraspol
- Moldáv bajnok (8): 2005-06, 2006-07, 2007-08, 2000-09, 2009-10, 2011-12, 2012-13, 2013-14
- Moldáv kupagyőztes (4): 2005-06, 2007-08, 2008-09, 2009-10

Burkina Faso
- Afrikai nemzetek kupája döntős (1): 2013